# Кубок Кремля 2017
ВТБ Кубок Кремля 2017 (англ. VTB Kremlin Cup 2017) — 28-й розыгрыш ежегодного профессионального теннисного турнира среди мужчин и женщин, проводящегося в Москве (Россия) и являющегося частью тура ATP в рамках серии ATP 250 и тура WTA в рамках премьер-серии. Основной турнир проходил с 16 по 22 октября 2017 года в зале на хардовых кортах СК «Олимпийский», игры квалификации — с 14 по 16 октября 2017 года.
Общий призовой фонд турнира составил 1 678 908 долларов, призовой фонд женских соревнований — 855 308 долларов (из них призовой фонд основного турнира — 790 208 долларов), мужских — 823 600 долларов (из них призовой фонд основного турнира — 745 940 долларов). Титульным спонсором выступил банк ВТБ.
Одним из главных событий было первое за 10 лет участие в турнире Марии Шараповой (получила WC и проиграла в первом круге Магдалене Рыбариковой).
40-летний Максим Мирный рекордный пятый раз в карьере выиграл Кубок Кремля в мужском парном разряде. При этом Мирный все 5 титулов взял с разными партнёрами.
«Кубок Кремля» в 2017 году посетило более 77 000 человек, что почти на 10 000 больше прошлого года и стало рекордом посещаемости турнира.
Турнир также запомнился выступлением в финальные дни турнира экс-барабанщика группы AC/DC Криса Слейда.

## Победители
| Разряд            | Победитель                    | Финалист                     | Счёт финала  |
| ----------------- | ----------------------------- | ---------------------------- | ------------ |
| Мужской одиночный | Дамир Джумхур                 | Ричардас Беранкис            | 6-2 1-6 6-4  |
| Женский одиночный | Юлия Гёргес                   | Дарья Касаткина              | 6-1 6-2      |
| Мужской парный    | Максим Мирный Филипп Освальд  | Дамир Джумхур Антонио Шанчич | 6-3 7-5      |
| Женский парный    | Тимея Бабош Андреа Главачкова | Николь Меличар Анна Смит     | 6-2 3-6 10-3 |